# Andrij Makarczew
Andrij Wołodymyrowycz Makarczew (ukr. Андрій Володимирович Макарчев; ur. 15 listopada 1985) – ukraiński lekkoatleta specjalizujący się w skoku w dal. Na Młodzieżowych Mistrzostwach Europy w Lekkoatletyce 2007 zajął 5. miejsce z wynikiem 7,78m. Reprezentował Ukrainę na igrzyskach olimpijskich w 2008 w skoku w dal, gdzie odpadł w eliminacjach z wynikiem 7,77m zajmując 24. miejsce. Jego rekordem życiowym w skoku w dal w hali jest wynik 8,04m osiągnięty 7 lutego 2010 w Moskwie, a na zewnątrz 8,15m uzyskany 3 sierpnia 2009 w Kijowie. Najlepszym wynikiem Makarczewa w trójskoku w hali jest 15,22m uzyskany 7 lutego 2004 w Sumach, a na zewnątrz 15,67m osiągnięty 3 lipca 2004 w Jałcie.

## Osiągnięcia
| Rok  | Impreza                        | Miejsce   | Lokata      | Wynik   |
| ---- | ------------------------------ | --------- | ----------- | ------- |
| 2007 | Młodzieżowe mistrzostwa Europy | Debreczyn | 5. miejsce  | 7,78    |
| 2008 | Letnie igrzyska olimpijskie    | Pekin     | 24. miejsce | 7,77    |
| 2009 | Mistrzostwa świata             | Berlin    | 23. miejsce | 7,87    |
| 2010 | Meeting de Karlsruhe           | Karlsruhe | 3. miejsce  | 7,97 PB |
| 2010 | Russian Winter                 | Moskwa    | 1. miejsce  | 8,04 PB |
| 2010 | GE Galan                       | Sztokholm | 2. miejsce  | 7,96    |
| 2010 | Halowe mistrzostwa świata      | Doha      | 8. miejsce  | 7,65    |
| 2011 | Halowe mistrzostwa Europy      | Paryż     | 12. miejsce | 7,82    |